# Hemaglutinina-neuraminidasa de las paperas
Hemaglutinina-neuraminidasa de las paperas es un tipo de hemaglutinina-neuraminidasa producida por las paperas.